# Norbourne Estates
Norbourne Estates és una població dels Estats Units a l'estat de Kentucky. Segons el cens del 2000 tenia 461 habitants.

## Demografia
Segons el cens del 2000, Norbourne Estates tenia 461 habitants, 171 habitatges, i 129 famílies. La densitat de població era de 2.542,8 habitants/km².
Dels 171 habitatges en un 47,4% hi vivien nens de menys de 18 anys, en un 63,7% hi vivien parelles casades, en un 9,4% dones solteres, i en un 24% no eren unitats familiars. En el 21,6% dels habitatges hi vivien persones soles el 12,9% de les quals corresponia a persones de 65 anys o més que vivien soles. El nombre mitjà de persones vivint en cada habitatge era de 2,7 i el nombre mitjà de persones que vivien en cada família era de 3,17.
Per edats la població es repartia de la següent manera: un 32,5% tenia menys de 18 anys, un 3,3% entre 18 i 24, un 28,4% entre 25 i 44, un 23,6% de 45 a 60 i un 12,1% 65 anys o més.
L'edat mediana era de 39 anys. Per cada 100 dones de 18 o més anys hi havia 88,5 homes.
La renda mediana per habitatge era de 109.028 $ i la renda mediana per família de 120.974 $. Els homes tenien una renda mediana de 68.750 $ mentre que les dones 48.750 $. La renda per capita de la població era de 46.980 $. Entorn del 0,7% de les famílies i l'1% de la població estaven per davall del llindar de pobresa.

## Poblacions més properes
El següent diagrama mostra les poblacions més properes.